# Rabbit Ears
Rabbit Ears est un label de musique américain spécialisé dans l'édition de contes pour enfants (souvent liés à l'histoire de l'Ouest américain).
Les histoires sont lues par des acteurs célèbres sur des musiques originales de musiciens pop-rock réputés. La collection a remporté deux Grammy Awards et de nombreux prix éducatifs aux États-Unis.

## Discographie
| Année | Titre                             | Récitant          | Musique                                     |
| ----- | --------------------------------- | ----------------- | ------------------------------------------- |
| 1988  | Annie Oakley                      | Keith Carradine   | Los Lobos                                   |
| 1988  | Sleepy Hollow                     | Glenn Close       | Tim Story                                   |
| 1988  | Pecos Bill                        | Robin Williams    | Ry Cooder                                   |
| 1990  | Les Habits neufs de l'empereur    | John Gielgud      | Mark Isham                                  |
| 1991  | Le Roi Midas                      | Michael Caine     | Ellis Marsalis                              |
| 1991  | The Tiger and the Brahim          | Ben Kingsley      | Ravi Shankar                                |
| 1993  | East of the Sun, West of the Moon | Max von Sydow     | Lyle Mays                                   |
| 1993  | Koi and the Kola Nuts             | Whoopi Goldberg   | Herbie Hancock                              |
| 1993  | Rumpelstiltskin Told              | Kathleen Turner   | Tangerine Dream                             |
| 1993  | Puss in Boots Told                | Tracey Ullman     | Jean-Luc Ponty                              |
| 1993  | The Boy Who Drew Cats             | William Hurt      | Mark Isham                                  |
| 1993  | The Fool and the Flying Ship      | Robin Williams    | The Klezmer Conservatory Band               |
| 1993  | Finn McCoul                       | Catherine O'Hara  | The Boys of the Lough                       |
| 1993  | Follow the Drinking Gourd         | Morgan Freeman    | Taj Mahal                                   |
| 1994  | Pinocchio                         | Danny Aiello      | Les Misérables Brass band                   |
| 1995  | Song of Sacajawea                 | Laura Dern        | David Lindley                               |
| 1999  | John Henry                        | Denzel Washington | B. B. King                                  |
| 1999  | A Night Before Christmas          | Meryl Streep      | The Edwin Hawkins Singers et Van Dyke Parks |